# Jodis rantaizanensis
Jodis rantaizanensis är en fjärilsart som beskrevs av Alfred Ernest Wileman 1916. Jodis rantaizanensis ingår i släktet Jodis och familjen mätare. Inga underarter finns listade i Catalogue of Life.